# Make Your Mark: Ultimate Playlist
Make Your Mark: Ultimate Playlist es una recompilación de 2012, que fue lanzado el 16 de octubre de 2012. El álbum cuenta con artistas musicales asociados con o popularizado por Disney Channel como Bridgit Mendler, Debby Ryan, Ross Lynch, Zendaya, Bella Thorne, China Anne McClain, Drew Ryan Scott y Olivia Holt cantando sus propias canciones de banda sonora. Algunas canciones se grabaron antes de la producción de este álbum, mientras que otros las grabaron específicamente para ello.

## Lista de canciones
| N.º | Título                                              | Artista(s)         | Duración |  |
| 1.  | «I Got My Scream On» (de A.N.T. Farm)               | China Anne McClain | 2:57     |  |
| 2.  | «Make Your Mark» (de Shake It Up)                   | Drew Ryan Scott    | 3:37     |  |
| 3.  | «Fearless» (de Girl vs. Monster)                    | Olivia Holt        | 2:35     |  |
| 4.  | «How Do I Get There from Here» (de A.N.T. Farm)     | China Anne McClain | 2:48     |  |
| 5.  | «Hey Jessie» (de Jessie)                            | Debby Ryan         | 2:23     |  |
| 6.  | «TTYLXOX» (de Shake It Up)                          | Bella Thorne       | 2:34     |  |
| 7.  | «Had Me @ Hello» (de Girl vs. Monster)              | Luke Benward       | 3:23     |  |
| 8.  | «Nothing's Gonna Stop Us Now» (de Girl vs. Monster) | Olivia Holt        | 3:51     |  |
| 9.  | «Can't Do It Without You» (de Austin & Ally)        | Ross Lynch         | 2:46     |  |
| 10. | «Hang In There Baby» (de Good Luck Charlie)         | Bridgit Mendler    | 2:42     |  |
| 11. | «Something To Dance For» (de Shake It Up)           | Zendaya            | 2:42     |  |
| 12. | «Had Me @ Hello» (de Girl vs. Monster)              | Olivia Holt        | 3:09     |  |

## Listas
| Lista (2012)              | Máxima posición |
| ------------------------- | --------------- |
| U.S. Billboard 200        | 144             |
| U.S. Billboard Kid Albums | 5               |

## Historial del lanzamiento
| País           | Fecha                 | Formato              | Sello               |
| -------------- | --------------------- | -------------------- | ------------------- |
| Estados Unidos | 16 de octubre de 2012 | CD, Descarga digital | Walt Disney Records |